# Akari
O Akari (あかり, em japonês, Luz também denominado de ASTRO-F antes do lançamento e inicialmente denominado de IRIS (Infrared Imaging Surveyor), foi um observatório espacial japonês em infravermelho pertencente à JAXA. Foi lançado em 21 de fevereiro de 2006 por um foguete M-V a partir do Centro Espacial de Uchinoura (anteriormente conhecido como Centro Espacial de Kagoshima).

## Características
O Akari foi projetado para observar no espectro infravermelho. Para isso usou um telescópio Ritchey-Chrétien com uma abertura de 67 centímetros e um comprimento focal de 420 centímetros. O espelho primário é de carboneto de silício com um revestimento de ouro. Levava dois instrumentos no plano focal esfriados a uma temperatura de 6 Kelvin com 170 litros de hélio líquido. A quantidade de hélio foi calculada para durar 550 dias de observações.
Os dois instrumentos do plano focal são:
- FIS (Far-Infrared Surveyor, navegador de infravermelho distante): é projetado para fazer uma varredura completa do céu em infravermelho distante. O instrumento levava dois detectores formados por fotocondutores que usavam semicondutores (germânio e gálio). Cada sensor usava filtros, pelo qual no total o instrumento tem quatro faixas de observação: de 50 a 80, 60 a 110, de 110 a 180 e de 140 a 180 µm. O FIS também foi usado para observações dirigidas para a detecção de objetos fracos ou para fazer espectroscopia por um espectrômetro de transformada de Fourier.
- IRC (InfraRed Camera, câmera infravermelha): era composta por três sistemas independentes. Uma vantagem do IRC é que se pode observar um campo de 10 minutos de arco quadrados, graças ao uso de matrizes de grande formato (512x412 para NIR e 256x256 para MIR). Cada câmera pode selecionar uma parte específica de observação, graças ao uso de filtros, além de ser capaz de realizar observações espectroscópicas com prismas e grelhas. As três câmaras que compõem o IRC são:
  - NIR: é uma câmera que observa em infravermelho próximo, entre 1,5 e 5,5 μm.
  - MIR: observa no intervalo entre 5,8 e 14,1 μm.
  - MIR-L: para os comprimentos de onda entre 12,4 e 26,5 μm.

## Resultados
- Formação estelar de três gerações na nebulosa IC4954/4955, na constelação de Vulpecula.[5]
- Primeira detecção em infravermelho de um remanescente de supernova na Pequena Nuvem de Magalhães.
- Detecção de perda de massa de estrelas gigantes vermelhas relativamente jovens no aglomerado globular NGC 104.
- A constelação de Orion e a Via Láctea a 140 μm.
- Regiões de formação estelar na constelação de Cygnus.